# 陈树藩

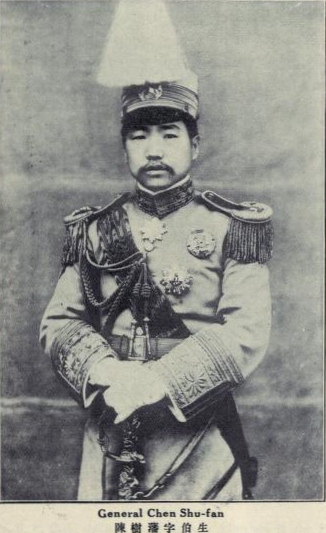
陈树藩

陈树藩（1885年—1949年11月2日），字柏森（柏生、伯森、伯生），陕西安康人。民国皖系军阀，曾任陕西督军。

## 生平
陈树藩祖籍湖南省長沙府宁乡县，高祖辈迁居陕西省兴安府安康县。1905年，他入陝西陸軍小学，1906年他被保送入保定陸軍速成学堂砲兵科学习。1910年（宣統2年）他毕业返回陕西，被分配到陕西陆军第三十九混成协炮兵营当排长，不久调任軍械官。1911年，他加入中国同盟会。辛亥革命之際，1911年10月22日，他参加西安起义。此后他任陝西東路招討使，驻同州，不久调任河東節度使。
1912年（民国元年），他任陝西陸軍第4混成旅旅長。1915年（民國4年）5月21日，署陝南鎮守使。是年12月袁世凱籌備稱帝，封陳樹藩為三等男。1916年（民国5年）1月護国战争爆发，调任陝北鎮守使（兼任渭北剿匪总司令）。5月，他的部下胡景翼活捉了陝西将軍陸建章之子陸承武（陝西第1混成旅旅長），即自任陝西護国軍总司令，宣布陕西独立，以交还陸承武为条件，换取陸建章将将軍（督軍）之位交给他。6月6日，袁世凱病死，陈树藩于7日取消独立，10日，北京政府封他为漢武将軍，並任督理陕西军务兼署巡按使。7月6日，軍民政長官改名稱，故改陝西督軍兼署陝西省長（1918年（民国7年）3月他辞任省长）。后來他依附皖系。
1917年（民国6年）5月29日，安徽省长倪嗣冲反对总统黎元洪免除段祺瑞总理职务，宣告独立，陈树藩响应宣告，亦于30日通告脫离中央。护法战争暴发，陕西革命党人发起“反段驱陈”。12月，郭坚等人于凤翔独立，围攻西安，陈树藩逃入汉中。1918年（民国7年）1月，胡景翼响应護法战争，在三原独立，与曹世英等合攻陈树藩。陈树藩向河南督军赵倜求救，赵倜命令镇嵩军统领刘镇华派兵入陕援助，陈便诱刘以陕西省长职位，刘从此留在陕西不走。1918年8月，胡景翼、曹世英、郭坚等人推举于右任、张鈁担任陝西靖国軍总副司令，統一指挥战事。9月，胡景翼遭姜宏模欺骗，中伏被擒，陈树藩囚禁胡景翼，多方脅诱，但胡景翼拒绝屈服易帜。1919年段祺瑞组织八省援军入陕镇压陝西靖国軍。1920年（民国9年）7月，直皖战争爆发，陳樹藩为了得到省内的人心而释放了胡景翼。其后，皖系敗北，陳樹藩丧失后盾，势力大减。民国10年（1921年）5月25日，北京政府授陈树藩为祥威将軍，命令他入京，由直系第20师师长阎相文署陕西督军。陈树藩強烈反对，宣告独立。北京电命阎相文、第16混成旅旅长馮玉祥、第7师师长吴新田、第4混成旅旅长张锡元率部入陕，将陳樹藩从陝西督軍的位子上駆逐下去，陈树藩率部逃往汉中。1921年8月23日，阎相文在督署内突然吞服鸦片烟自杀，第十一师师长冯玉祥接任陕西督军。冯玉祥攻汉中府，陈树藩仓皇逃往四川。
此後，陳樹藩率軍在陝西省、湖北省、四川省游荡，成为一个流浪的军事集团。同年12月，他被川軍击败，他逃到天津。此後，他在津、沪、杭等地当寓公，一心研究佛教，脱离了軍事、政治舞台。抗日战争时期，他拒绝当汉奸，避走四川。抗日战争胜利后，他返回杭州居住。第二次国共内战时期，反对蒋介石发动内战。
1949年（民国38年）11月2日，他在杭州去世。享年65岁。